# Дрё-Брезе
Дрё-Брезе (фр. Marquis de Dreux-Brézé) — старинный французский дворянский род, ведущий своё происхождение от одного из графов Дрё. В 1682 году принц Конде, владелец замка Брезе на Луаре около Сомюра,  обменял его на бретонские владения Тома Дрё, советника парламента. Три года спустя титул маркизов Брезе, который ранее носила семья Майе-Брезе (на её представительнице, Клэр де Майе, был женат принц Конде) повторно подтверждается королём Людовиком XIV для семьи Дре-Брезе.
С 1701 по 1830 год (с перерывом на Великую Французскую революцию и Первую Империю) в семье Дрё-Брезе была наследственной должность обер-церемониймейстера при французском дворе.
Наиболее известен маркиз Анри-Эврар (1762—1829), обер-церемониймейстер Людовика XVI. Именно ему. когда он явился именем короля разогнать Генеральные штаты, граф Мирабо сказал свою знаменитую фразу: «Идите и скажите Вашему господину, что мы здесь собрались по воле народа, и что нас нельзя удалить отсюда иначе, как силою штыков».
Анри-Эврар де Дрё-Брезе пережил революцию, после Реставрации получил прежнюю должность и был пэром Франции. 
Его сын, Сципион де Дрё-Брезе, был последним обер-церемониймейстером Франции при Старшей ветви Бурбонов (которую свергла революция 1830 года), и последним обер-церемониймейстером из рода Дрё-Брезе.
Род существующий. Замок Брезе перешел через брак от Дрё-Брезе к Кольберам и сегодня открыт для посещения, как музей.

## Маркизы де Дрё-Брезе
- 1644 — 1731 — Тома де Дрё-Брезе, первый маркиз с данным титул с 1685 года.
  - брак 27 апреля 1636 года с Марией-Маргаритой Бодине.
- 1677 — 1749 — Тома де Дрё-Брезе, сын предыдущего.
  - брак 14 июня 1698 года с «Екатериной» Анжеликой Шамильяр де Ла Сьюз (1683—1739).
- 1700 — 1754 — Мишель де Дрё-Брезе, сын предыдущего.
  - брак в 1720 году с Изабель де Дрё-Нанкре.
- 1710 — 1781 — Иоахим де Дрё-Брезе, брат предыдущего.
  - брак 17 мая 1755 года с Луизой Куртарвель де Пезе.
- 1762 — 1829 — Анри-Эврар де Дрё-Брезе, сын предыдущего.
  - брак с Аделаидой де Кюстин.
- 1793 — 1845 — Сципион де Дрё-Брезе, сын предыдущего.
  - брак в 1820 году с Генриеттой де Монтоль де Кастельно.
- 1797 — 1848 — Эммануэль-Иоахим-Мари де Дрё-Брезе, брат предыдущего.
  - брак 15 июня 1824 года с Марией-Шарлоттой де Буажелен (1804—1881).
- 1826 — 1904 — Анри-Сципион-Шарль де Дрё-Брезе, сын предыдущего.
  - брак 30 сентября 1850 года с Марией де Бравар д’Эйсэ дю Пра (1827—1870).
- 1852 — 1941 — Пьер де Дрё-Брезе, сын предыдущего.
  - брак 19 ноября 1878 года с Алиной де Гранж де Граммон.
- 1885 — 1968 — Клод де Дрё-Брезе, сын предыдущего.
  - брак с Екатериной Фирино-Мартелль.
- 1924 — 2012 — Анри-Эврар де Дрё-Брезе, племянник предыдущего.
  - брак 5 декабря 1953 года с Женевьевой де Брольи-Ревель.
- 1958 — по настоящее время — Жан де Дрё-Брезе, сын предыдущего.
  - брак с 1982 года с Марией де Монтень де Понсен.